# Leucania rubripallens
Leucania rubripallens là một loài bướm đêm trong họ Noctuidae.